# Leviton

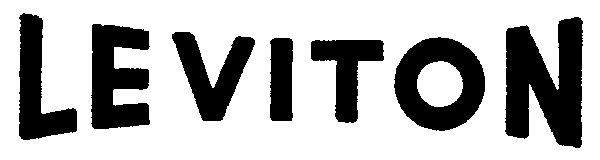
El logo original de Leviton, usado desde 1924 hasta aproximadamente 1968

Leviton Manufacturing Company, Inc., es el mayor fabricante privado de equipos de cableado eléctrico en América del Norte. Fabrica productos eléctricos: tomas de luz, receptáculos (interruptores y enchufes), reguladores y otros sistemas de control de iluminación, alambres, cables de alimentación, sensores de ocupación de pared y techo, placas de pared, comunicación de datos y otros productos eléctricos.
Leviton es mayormente famoso por el interruptor de pared Decora, el factor de forma plano de bajo perfil plano,  que reemplazó el interruptor estándar en muchos hogares y oficinas.